# 푸드테크 (용어)
푸드테크(영어: Food Tech)는 '식품'과 '기술'의 합성어로 식품 관련 산업 내 4차 산업기술 등을 적용해 새로운 형태의 산업과 부가가치를 창출하는 기술을 뜻한다.

## 대한민국의 푸드테크

### 정부
2022년 농림축산식품부는 농식품 분야 핵심 국정과제를 위해 푸드테크 산업 육성을 공식 및 본격화했다. 이듬 해 1월 배양육, 식물성 대체식품, 간편식, 3D 식품 프린팅, 스마트 제조, 스마트 유통, 맞춤제작, 외식 푸드테크, 업사이클링, 친환경 포장 등 10대 핵심기술 분야를 선정 후 연구개발에 돌입했다. 강원도 춘천, 경상북도 포항시, 전라남도 나주시 등 지방자치단체도 자체적으로 푸드테크 산업 생태계를 조성하기 위한 정책 변화를 꾀했다.

### 학술 및 연구
2021년 3월 서울대학교가 농림축산식품부의 전문 인력양성 사업의 일환으로 푸드테크학 석사과정을 개설하며 본격 논의되었다. 같은 시기 경희대학교는 미래식품학 석사과정을 열었다. 2022년 6월 농림축산식품부와 한국과학기술단체총연합회, 한국식품산업클러스터진흥원 등을 중심으로 한국푸드테크협의회가 출범했다. 이 외에도 2023년 9월 전남대학교와 전북대학교, 전주대학교가 푸드테크학 석사과정을, 2024년 9월 경상국립대학교가 해양수산부 공모 사업을 통해 블루푸드테크학 석사과정을 신규 개설했다.
- 서울대학교: 푸드테크학(석사과정), 푸드테크최고책임자과정(최고위과정)
- 한양대학교: 기능성식품학(석사과정)
- 경희대학교: 미래식품학(석사과정)
- 전남대학교: 푸드테크학(석사과정)
- 전북대학교: 푸드테크학(석사과정)
- 전주대학교: 푸드테크학(석사과정)
- 경상국립대학교: 블루푸드테크학(석사과정)

### 산업
농심, CJ제일제당, 신세계푸드, 아워홈, 풀무원 등이 푸드테크 산업에 진출했다. 신세계푸드는 '베러미트'와 '유아왓유잇', 풀무원은 '지구식단' 등을 론칭하며 식물성 대안식을 중심으로 산업을 전개하고 있다. 한화그룹의 F&B 계열사 '더테이스터블'은 2024년 2월 사명을 한화푸드테크로 변경하며 사업 부문을 확장하기도 했다. 또한, LG전자와 두산로보틱스, 한화로보틱스, 레인보우로보틱스 등이 자동 조리 로봇 시장에 진출했다. LG전자와 BHC가 공동 추진한 튀김 로봇 '튀봇'이 대표적이다. 이 외에도 뉴로메카, 베어로보틱스, 비욘드허니컴, 코레오코리아가 있다.

#### 로봇
조리 로봇과 서빙 로봇으로 크게 나뉜다. 조리 로봇은 주로 치킨 분야에서 활용된다. BHC는 LG전자, 교촌치킨은 뉴로메카와 업무협약을 맺은 후 시범 매장을 운영하고 자담치킨, 바른치킨, 롸버트치킨 등 중소 브랜드에서도 활용 중이다. 피자 역시 로봇이 도입 중이다. 푸드테크를 도입한 피자 전문 브랜드 고피자는 GS25와 협업해 편의점형 피자를 도입하고, 한화푸드테크는 미국의 로봇 피자 브랜드 스텔라피자를 인수했다. 고기 구이 등 분야에서는 호텔HDC가 운영하는 하얏트 계열의 안다즈 서울 강남이 푸드테크 기업 비욘드허니컴과 협업해 인공지능 기반 그릴 로봇을 도입했다. 해당 기기는 하남돼지집 등 유명 프랜차이즈에서도 활용 중이다.
급식과 컨세션 분야에서도 활용 중이다. 아워홈은 조리 로봇 도입을 통한 군 급식 효율화 등을 도모할 예정이다. 또한, 서울특별시교육청과 경상북도교육청은 시범 사업을 통해 튀김 조리 로봇, 국과 탕 조리 로봇을 도입할 예정이다.

#### 대체육
신세계푸드와 풀무원 등 대기업을 중심으로 국내 산업이 전개 중이다. 신세계푸드는 대안식 브랜드 '베러미트'를 통해 식물성 대안식 사업을 확장 중이다. 풀무원은 지구식단 브랜드를 론칭 후 콩 추출 식물성 원료의 대체육 햄을 출시했다. CJ제일제당과 동원F&B도 식물성 캔햄을 출시했다. 특히 동원F&B는 투썸플레이스와 협업해 식물성 대체육 샌드위치를 판매하는 등 국내 대체육 시장 확장을 도모했다.

#### 테이블 오더
티오더를 중심으로 테이블 오더 산업이 전개되고 있다. 배달의민족, 토스도 테이블 오더 시장에 뛰어들었다. 야놀자는 식음 솔루션 전문 기업 야놀자F&B솔루션을 통해 모바일 주문 솔루션 시장에 진출했다.